# Stikine Strait
Stikine Strait is een zeestraat in de Alexanderarchipel in de Alaska Panhandle in het zuidoosten van Alaska in de Verenigde Staten. De zeestraat is onderdeel van de Inside Passage.

## Geografie
De zeestraat ligt ten zuidwesten van de plaats Wrangell tussen Zarembo Island in het westen en noordwesten en Etolin Island en Woronkofski Island in het oosten en zuidoosten. In het noorden mondt de zeestraat uit in Sumner Strait, in het zuidwesten in de Clarence Strait. Vanuit het oosten komt de Chichagof Pass op de zeestraat uit.
De naam van de zeestraat is afgeleid van die van de rivier de Stikine, waarvan de monding in Sumner Strait net ten noorden van Wrangell ligt.
Het waterlichaam ligt in de mariene ecoregio Noord-Amerikaans Pacifisch Fjordland.

## Geschiedenis
De zeestraat staat afgebeeld op een Russische kaart uit 1844, maar de naam werd voor het eerst gepubliceerd op Russische Admiraliteitskaarten in 1848 als Proliv Stakhinskiy of Stakhin Strait. Andere spellingsvarianten in de loop der tijd zijn Frances Strait, Stachin Strait, Stachine Strait, Stackine Strait, Stahkeen Strait, Stahkin Strait, Stakeen Strait, Stakhinski Strait, Stickeen Strait en Stikeen Strait.